# Дачный (Свердловская область)
Дачный  — посёлок в муниципальном округе Красноуральск Свердловской области России.
Ранее посёлок был центром Дачного сельсовета города Красноуральска.

## География
Посёлок Дачный расположен в 10 километрах (по автомобильной дороге в 12 километрах) к северо-западу от города Красноуральска, на правом берегу реки Туры, ниже её правого притока — реки Каменки. В посёлке имеется остановочный пункт Гаечное Свердловской железной дороги.

## Население
| 2002 | 2010 |
| ---- | ---- |
| 426  | ↘328 |